# Drnje
Drnje – wieś w Chorwacji, w żupanii kopriwnicko-kriżewczyńskiej, w gminie Drnje. W 2011 roku liczyła 970 mieszkańców.